# Hemixantha tritaeniolata
Hemixantha tritaeniolata är en tvåvingeart som beskrevs av Willi Hennig 1937. Hemixantha tritaeniolata ingår i släktet Hemixantha och familjen Richardiidae.
Artens utbredningsområde är Bolivia. Inga underarter finns listade i Catalogue of Life.